# Ballószög
Ballószög je selo u središnjoj Mađarskoj.
Zauzima površinu od 35 km četvornih.

## Zemljopisni položaj
Nalazi se u regiji Južni Alföld, na 46°52' sjeverne zemljopisne širine i 19°35' istočne zemljopisne dužine.

## Upravna organizacija
Upravno pripada kečkemetskoj mikroregiji u Bačko-kiškunskoj županiji. Poštanski broj je 6035.
Iz sastava grada Kečkemeta je 1954. izdvojen dio sela Helvécie i od njega je formirano ovo selo.

## Promet
Kroz ovo selo prolazi željeznička prometnica Fülöpszállás – Kečkemet. U selu je željeznička postaja.

## Stanovništvo
U Ballószögu živi 2.924 stanovnika (2001.). Mađari su većina. Nijemaca je 0,2% te ostalih. Rimokatolika je 69%, kalvinista je 14%, luterana je 0,7%, grkokatolika 0,2% te ostalih.

## Vanjske poveznice
- (mađ.) Ballószög részletes története
- (mađ.) Ballószög a Vendégvárón  Arhivirana inačica izvorne stranice od 11. veljače 2007. (Wayback Machine)
- (mađ.) Légifotók Ballószögről